# (29366) 1996 DS6
1996 دي أس 6 (ويعرف أيضًا باسم (29366) 1996 دي أس 6 وفق تسمية الكوكب الصغير) (بالإنجليزية: 1996 DS6)‏ هو كويكب ضمن حزام الكويكبات؛ وترتيبه 29366 من حيث الاكتشاف.
اكتُشف هذا الجُرم الفلكي بواسطة إيريك والتر إلست في 16 فبراير 1996.

## وصلات خارجية
- (29366) 1996 DS6 في قاعدة بيانات مختبر الدفع النفاث لأجرام النظام الشمسي الصغيرة

- الاكتشاف · مخطط المدار ·  العناصر المدارية · المعلمات المادية

- (29366) 1996 DS6 على موقع ويكي سكاي: DSS2, SDSS, GALEX, IRAS, Hydrogen α, X-Ray, Astrophoto, Sky Map, Articles and images